# Ramon Pintó i Lliràs
|  | Per a altres significats, vegeu «Ramon Pintó». |

Ramon Pintó i Lliràs (Barcelona 1805 - l'Havana 1855) fou un polític i periodista català. Estudià al seminari d'El Escorial, però quan els Cent Mil Fills de Sant Lluís envaïren Espanya per a posar fi al Trienni Liberal el 1823 deixà el seminari i es posà de bàndol liberal, s'integrà a les milícies de Madrid i participà en la batalla del Trocadero, on els liberals foren derrotats definitivament.
Aleshores s'exilià a Cuba, on treballà com a crític d'art i de teatre. El 1844 dirigí la redacció del Diario de la Marina i fundà i dirigí el Liceo Artístico Literario de La Habana. Es vinculà al moviment independentista cubà, després del fracàs de la Conspiració de Vuelta Abajo (1852), la Junta Cubana exiliada als EUA li encarregà la presidència de la Junta Revolucionaria de la Habana, succeint Anacleto Bermúdez. El 1855 fou empresonat acusat de conspiració contra el govern i declarat culpable de traïció a la pàtria. No és clar si fou executat al garrot o bé afusellat al Campo de la Punta.